# Kraftwerk Magnum
Das GuD-Kraftwerk Magnum ist das zweite der drei Großkraftwerke im Energiepark Eemshaven am niederländischen Ufer der Emsmündung. Es gehört Nuon, der niederländischen Tochter des schwedischen Konzerns Vattenfall, und ging 2013 in Betrieb. Die drei Blöcke von je 470 MW haben eine Leistung von zusammen 1410 MW und erreichen einen Wirkungsgrad von ca. 58 %.
Das Kraftwerk ist schwarzstartfähig. Dazu wurde ein Dieselmotor installiert und eine Gasturbine aus dem GT-Kraftwerk Thyrow nach Eemshaven versetzt. Nuon hatte von Tennet den Zuschlag zur Bereitstellung schwarzstartfähiger Erzeugungsleistung zum Netzwiederaufbau in der Nordniederlande erhalten. Das Kraftwerk schließt an das 380-kV-Höchstspannungsnetz der Tennet an. 
Ursprünglich sollte das Kraftwerk mit verschiedenen Brennstoffen betrieben werden: Erdgas aber auch Synthesegas aus Kohle und Biomasse. Der Plan zur Kohlevergasung wurde letzten Endes fallengelassen. Alternativ soll der Standort im Zeithorizont von 10 Jahren zu einem elektrischen Energiespeicher ausgebaut werden, indem mit überschüssigen erneuerbaren Energien Ammoniak (aus Wasserstoff und Stickstoff) hergestellt wird, das dann wieder als Brennstoff eingesetzt werden kann. Die drei Gasturbinen von Mitsubishi Heavy Industries können teilweise mit Wasserstoff arbeiten.
Mitte 2022 verkündeten Vattenfall und RWE den Verkauf des Kraftwerks an RWE. Der Standort Eemshaven soll zum führenden Energie- und Wasserstoff-Hub in Nordwesteuropa entwickelt werden.

## Belege
1. ↑  Magnum-Kraftwerk wird schwarzstartfähig. In: energate messenger. Energate, 23. Mai 2016, abgerufen am 25. Februar 2018.
2. ↑  Magnum Power Plant, Netherlands. In: Power Technology. 4. Juli 2022, abgerufen am 7. Mai 2023 (englisch).
3. ↑  RWE erwirbt hochmodernes 1,4-Gigawatt-Kraftwerk Magnum. RWE, 3. Juni 2022, abgerufen am 21. August 2022.